# Thysanina capensis
Thysanina capensis är en spindelart som beskrevs av Lilian Lyle och Célio F.B. Haddad 2006. Thysanina capensis ingår i släktet Thysanina och familjen flinkspindlar. Inga underarter finns listade i Catalogue of Life.